# MC Da Syndrome
MC Da Syndrome (Assen, 1 april 1979), artiestennaam van Wouter Koops, is een Nederlandse MC.

## Levensloop
Wouter Koops werd geboren in 1979 in Assen. Hij voltooide zijn middelbare schoolopleiding en ging vervolgens naar het Alfa College in Hardenberg, waar hij van 1995 tot 1999 Sociaal Juridische Dienstverlening (SJD) studeerde. Na het afronden van zijn MBO, ging hij naar Windesheim waar hij van 2004 tot 2009 een bachelor in journalistiek behaalde. Na zijn studie begon Koops zijn muzikale carrière in 1996, tijdens de gabberperiode. Zijn eerste ervaring als MC was op een feest in Coevorden. In 2007 nam Koops deel aan de Scantraxx S.W.A.T. World Tour en is sindsdien de vaste host van feesten door Scantraxx Recordz, ook presenteert hij de Scantraxx Radio Show. In de jaren heeft Koops op festivals gestaan als Defqon.1, Fantasy Island, Decibel Outdoor, Q-Base en Emporium. Hij heeft nummers gemaakt met Ran-D, A-lusion, Fausto & Phil York en Frontliner. Naast zijn werk als MC presenteerde hij ook bij RTV Emmen.